# ل وی
ل وی (به فرانسوی: Le Vey) یک کمون در فرانسه است که در Canton of Thury-Harcourt واقع شده‌است.

## خصوصیات
ل وی ۳٫۵۳ کیلومترمربع مساحت و ۸۵ نفر جمعیت دارد و ۲۶۰ متر بالاتر از سطح دریا واقع شده‌است.